# سد ساكاني
سد ساكاني هو سد جاذبية يقع في محافظة شيمانه باليابان. يُستخدم السد للري. تبلغ مساحة مستجمعات المياه 3.9 كيلومتر مربع. يحجز السد عند امتلائه حوالي 5 هكتارات من الأرض، ويمكنه تخزين 790 ألف متر مكعب من المياه. بدأ بناء السد عام 1974 واكتمل عام 1992.